# ونتا (رود)
رود ونتا (لیتوانیایی: Venta) (Latvian pronunciation [ˈvænta]، Lithuanian [venˈta] ()، آلمانی: Windau، لهستانی: Windawa، Livonian Vǟnta joug) رودی است به دریای بالتیک می‌ریزد. این رود از دو کشور لتونی و لیتوانی می‌گذرد و سهم آن در کشور لتونی (۶۷٪),و در کشور لیتوانی (۳۳٪) می باشد.

## سیستم حوضه
رودخانه تنها یک شاخه آباوا به طول بیش از ۱۰۰ کیلومتر دارد . دیگر شاخه های اصلی شامل Virvyčia (۹۹.۷ کیلومتر) و Varduva (۹۶ کیلومتر) است که در مرز لتونی و لیتوانی به ونتا می ریزد . 
شاخه های کوچکتر شامل آویزلیس است که به طول 20 کیلومتر می گذرد و به رودخانه ونتا می ریزد .

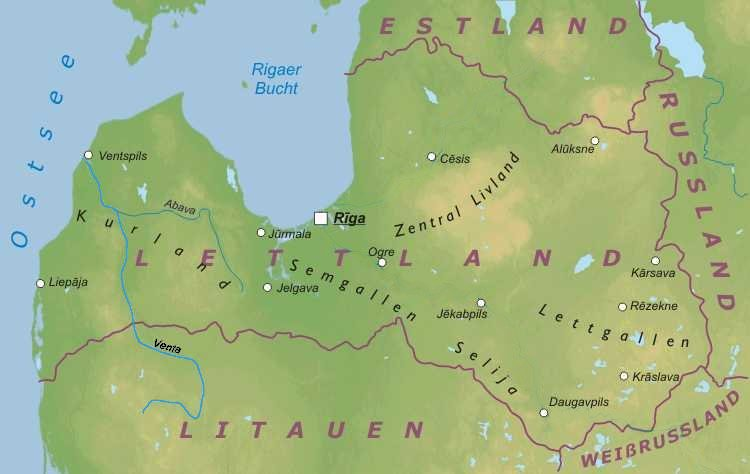
نقشه رودخانه